# Rademakers Collectie

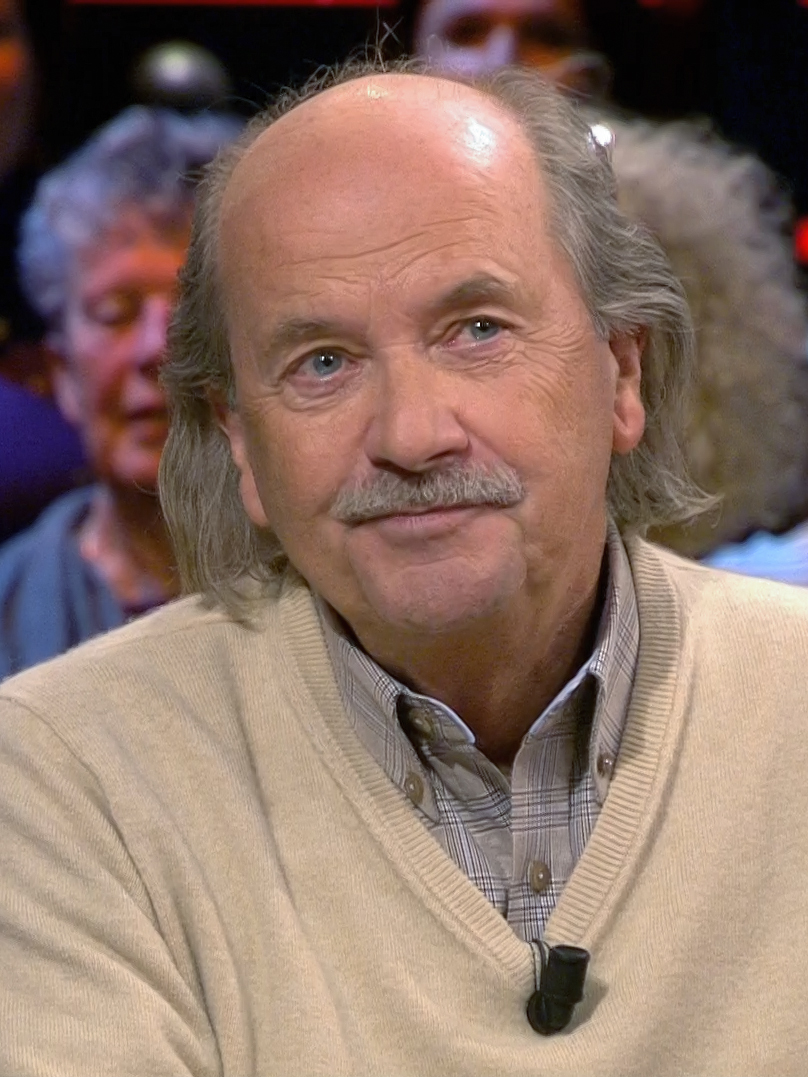
Jef Rademakers (DWDD, 2018)

De Rademakers Collectie is een verzameling beeldende kunst van de Nederlandse tv-maker en schrijver Jef Rademakers.

## De collectie
De collectie omvat een zeventigtal schilderijen uit de 19e eeuw die men rekent tot de romantische school. Het betreft vooral landschappen, stadsgezichten en kerkinterieurs, bloemstillevens, genrestukken, portretten, nocturnes met maanlicht en zeegezichten van de hand van o.a. B.C. Koekoek, Andreas Schelfhout, Egidius Linnig, Bart Van Hove en Jacob Abels. Jef Rademakers gaf in 2009 een boek uit rond de figuur van Jacob Abels, die zich specialiseerde in het schilderen van maneschijn.

## Ontsluiting van de collectie
In het najaar 2010 opende in de Hermitage te Sint-Petersburg een tentoonstelling van de collectie. Na een bezoek van een conservator van de Hermitage aan het huis van Rademakers in Brasschaat werd Rademakers uitgenodigd een zeventigtal werken te presenteren. De motivatie was dat de verzameling een goede aanvulling was op de bestaande collectie van de Hermitage. De collectie werd getoond in vijf zalen van de Hermitage en had als titel Through the romanticist's eyes.
 Rademakers betaalde zelf de verzekering en het transport van de collectie. De tentoonstelling was daarna ook te bezichtigen in het Gemeentemuseum Den Haag, Museum M in Leuven, in het Haus Koekkoek te Kleef en in het Luxemburgse Museum voor Historie en Kunst (4 april - 14 september 2014). Zij was daarna van 11 oktober 2014 tot 1 februari 2015 te zien in het Noordbrabants Museum te 's-Hertogenbosch.
Naar aanleiding van de tentoonstelling maakte de AVRO een programma, "Verborgen Collecties: Jef Rademakers."

## Galerij

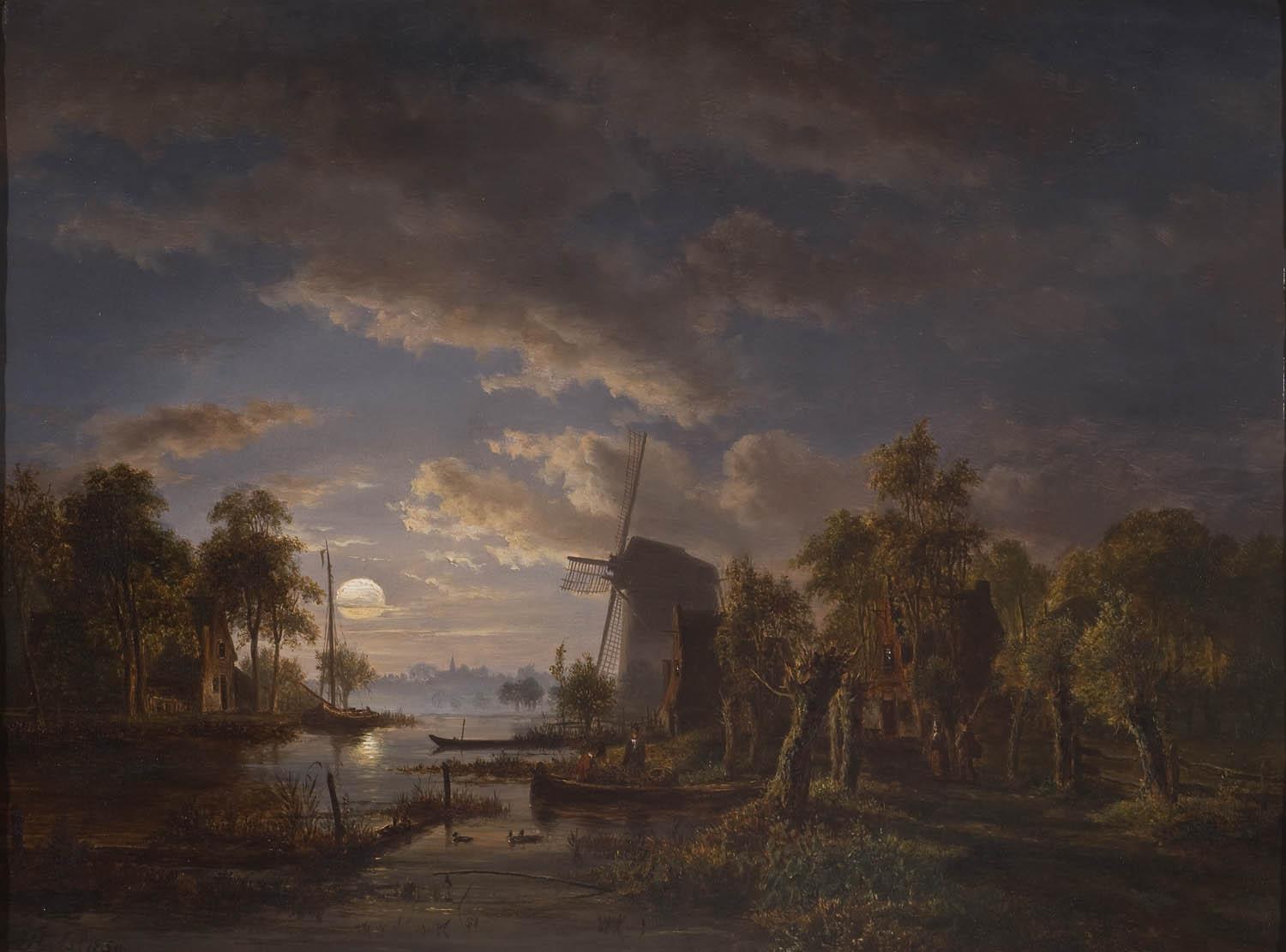
Rivier en molen in maneschijn, Jacob Abels, 1850
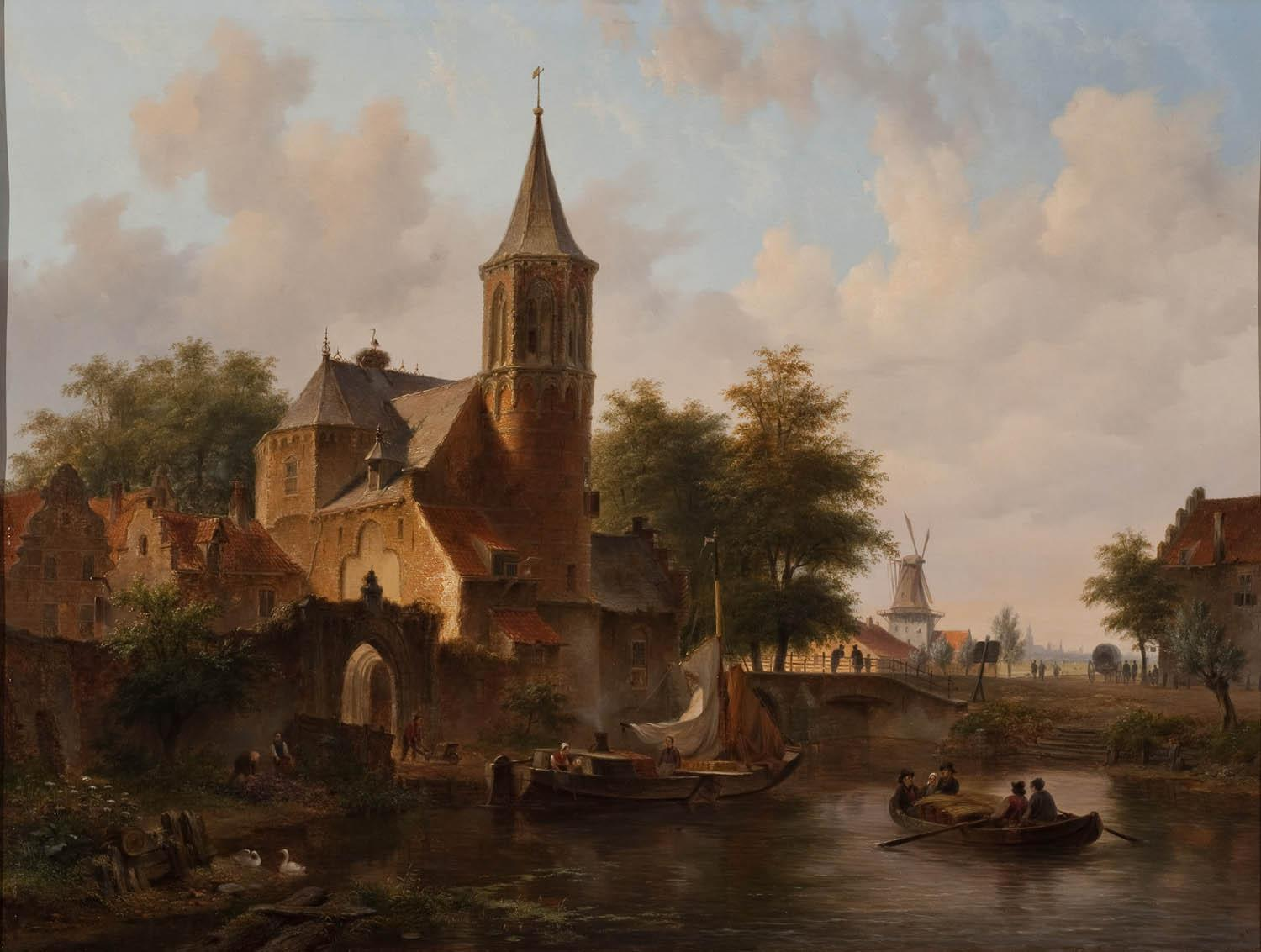
Stadsgezicht, mogelijk Den Haag, Bartholomeus Johannes van Hove, 1845
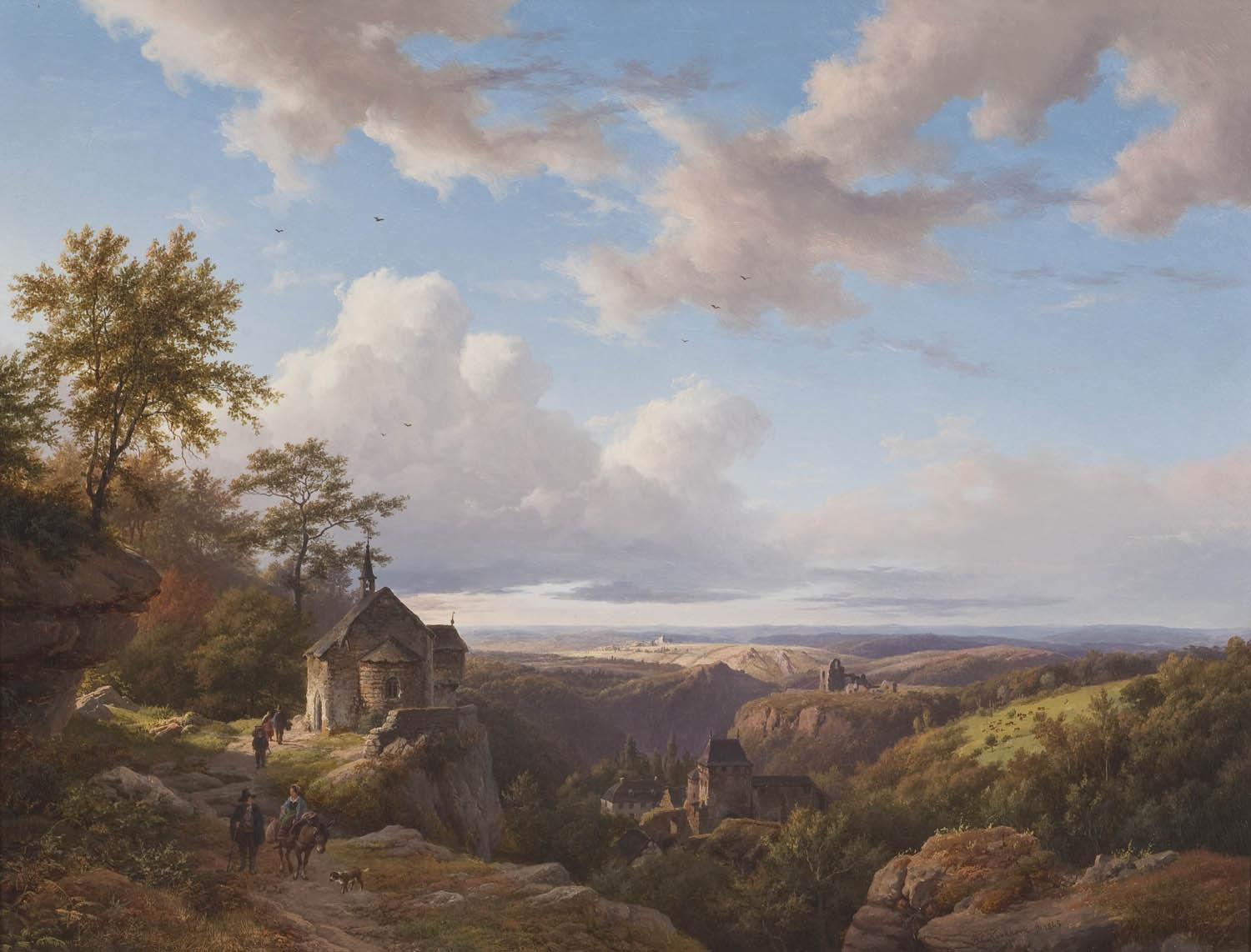
Eifellandschap met kerkje, Barend Cornelis Koekkoek, 1845
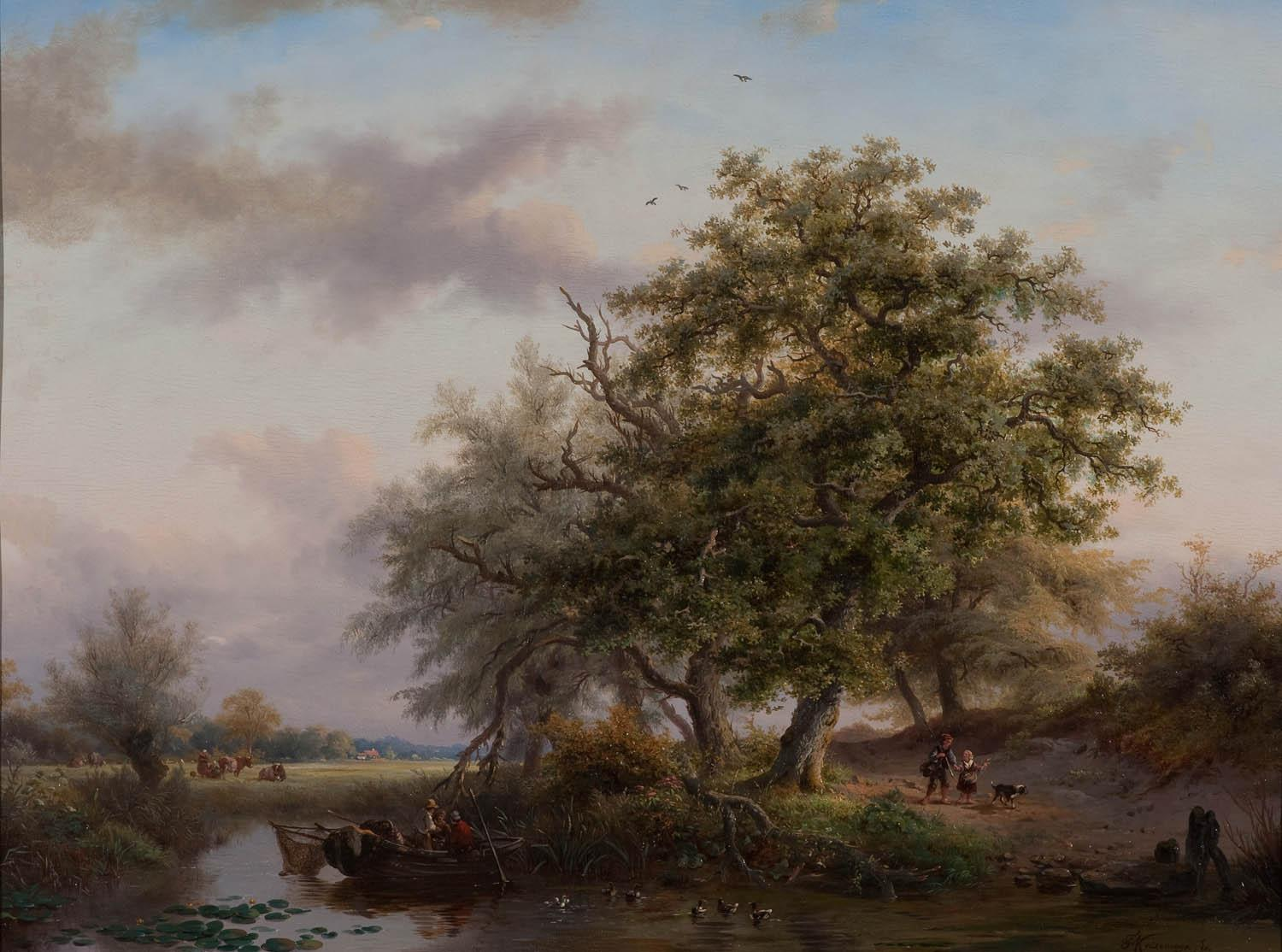
Zomerlandschap met vissersbootje op vijver, Fredrik Marinus Kruseman, 1860
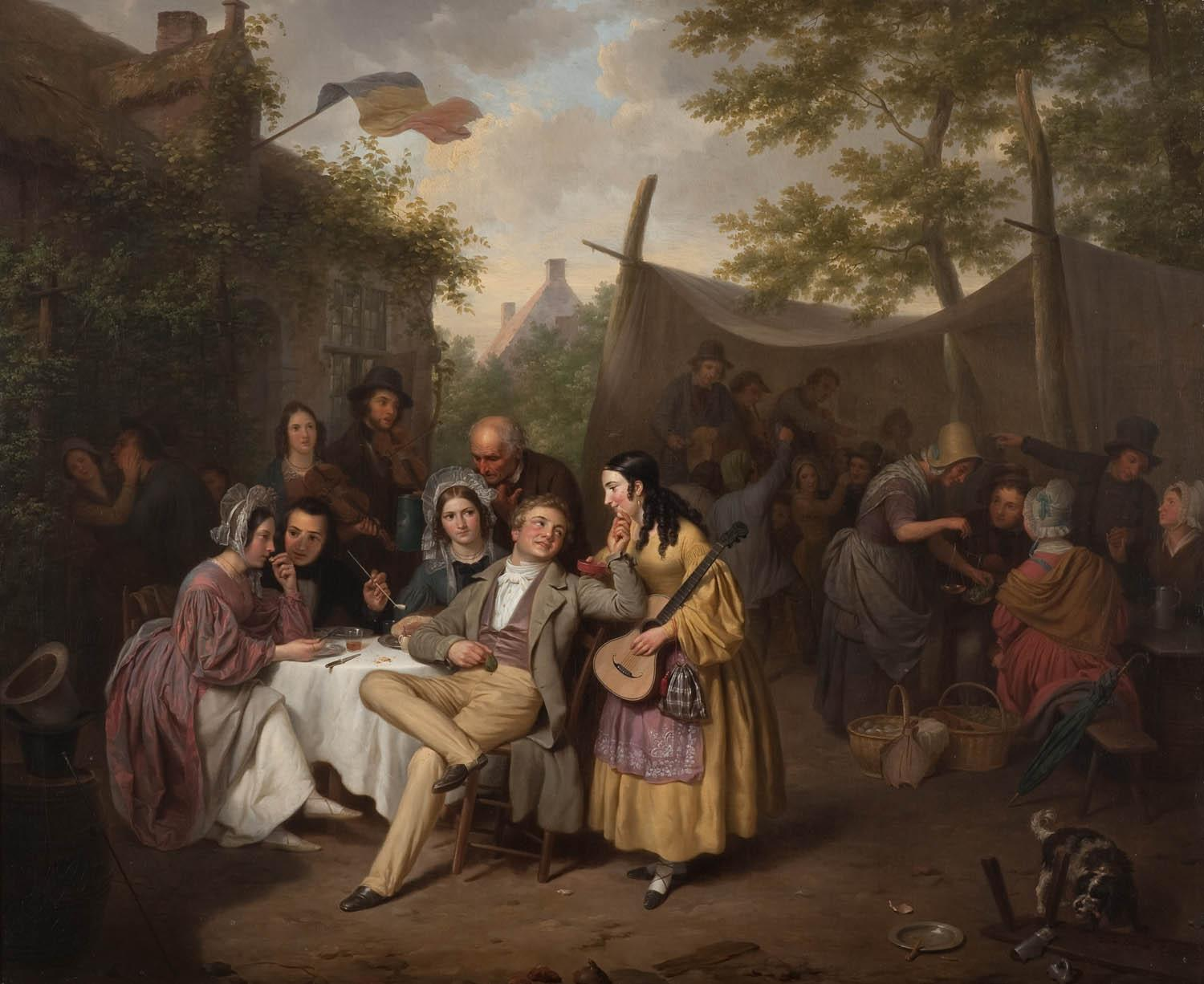
Dorpsfeest, Basile de Loose, 1838
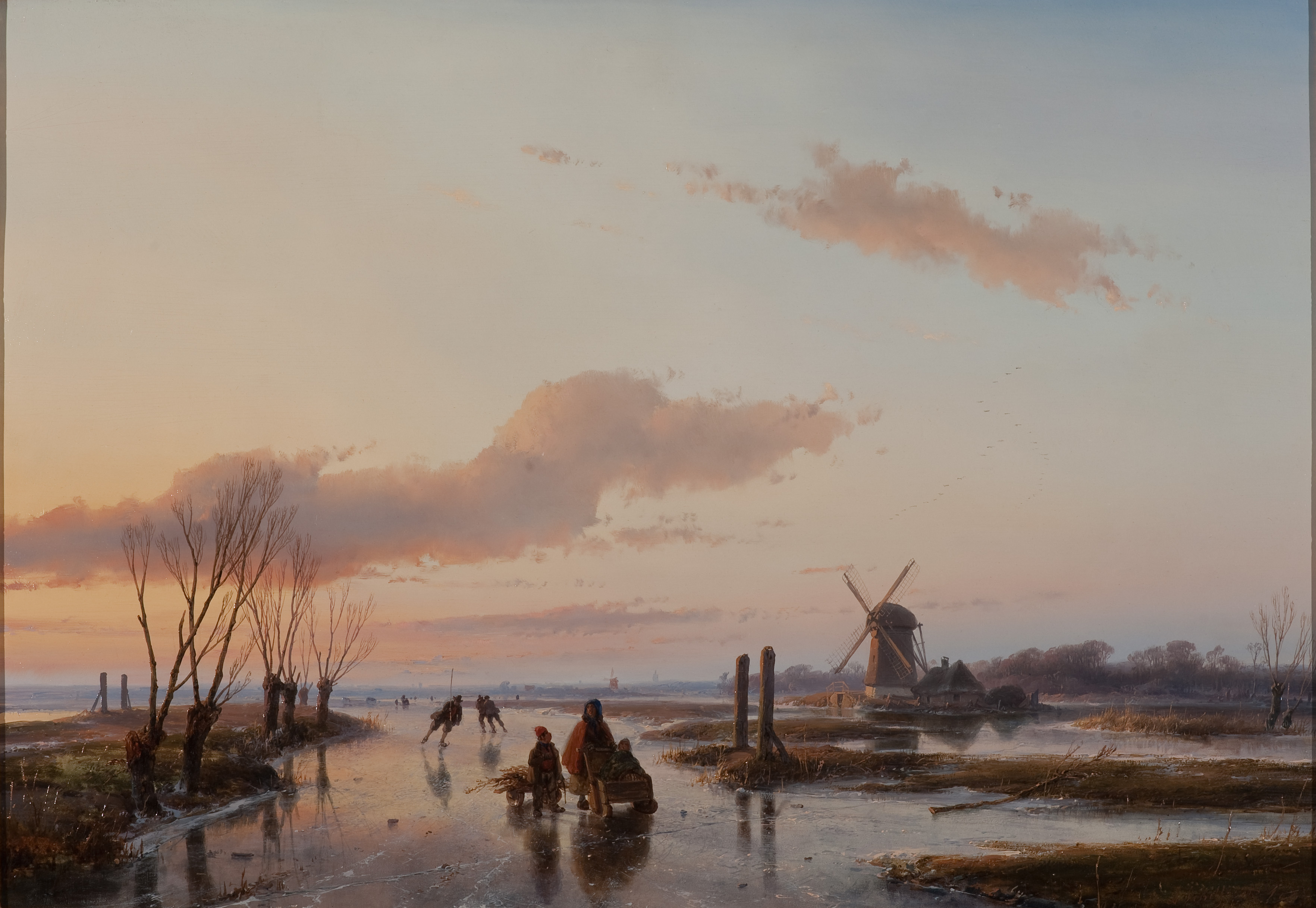
Bevroren vaart, Andreas Schelfhout, 1845